# Bankston
Bankston – miasto w Stanach Zjednoczonych, w stanie Iowa, w hrabstwie Dubuque.

## Demografia
Zgodnie ze spisem statystycznym z 2000, miasto liczyło 27 mieszkańców. W 2023 liczba mieszkańców spadła do 23 osób, a gęstość zaludnienia poniżej 33 osób/km². Bankston jest jedną z najmniejszych miejscowości całego stanu Iowa.

## Geografia
Bankston znajduje się na 42° 30' 33 N, 90° 57' 36 W (42.509224, -90.960104). Według United States Census Bureau miasto zajmuje obszar 0,7 km².